# Dalmonexus tobagoensis
Dalmonexus tobagoensis är en skalbaggsart som beskrevs av Park in Park, Wagner och Ivan T. Sanderson 1976. Dalmonexus tobagoensis ingår i släktet Dalmonexus och familjen kortvingar. Inga underarter finns listade i Catalogue of Life.